# Bataille des montagnes bosniaques
Guerres croato-bulgares
La Bataille des montagnes bosniaques  est une bataille qui se déroule dans les hautes terres de Bosnie en 926. Les belligérants sont les armées de l'Empire bulgare, placées sous le règne du tsar bulgare Siméon Ier, qui à l'époque menait également une guerre contre l'Empire byzantin, et le Royaume de Croatie sous Tomislav, le premier roi de l'État croate. La bataille est également connue sous le nom de bataille des hauts plateaux de Bosnie (bulgare : Битка при Босненските планини, croate : Bitka na Bosanskim visoravnima). Elle se déroule dans les Alpes dinariques de Bosnie orientale, près des rivières Bosna et Drina, zone frontalière entre le Royaume de Croatie et l'Empire bulgare.
Les principales informations sur la bataille sont fournies par l'empereur Constantin VII de l'Empire byzantin dans son ouvrage De Administrando Imperio (« Au sujet de l'administration de l'Empire ») et dans la collection d'écrits historiques conservés appelée Théophane Continuatus. L'objectif de Siméon était de vaincre l'Empire byzantin et de conquérir Constantinople. Pour atteindre son objectif, Siméon envahit à plusieurs reprises les Balkans orientaux et centraux, occupa la Serbie et attaqua finalement la Croatie. Le résultat de la bataille fut une victoire écrasante de la Croatie.